# Nuelson Wau
Nuelson Francisco Emanuel Wau est un footballeur international curacien, né le 17 décembre 1980 à Geldrop-Mierlo aux Pays-Bas. Il évolue comme arrière droit.
Il est également international antillais néerlandais.
En 2012, il met fin à sa carrière professionnelle et rejoint le club amateur du KFC De Kempen.

## Palmarès
Vierge